# Lichmera lombokia
Lichmera lombokia (Mathews, 1926) è un uccello della famiglia Meliphagidae, endemico dell'Indonesia.
I suoi habitat naturali sono le foreste umide tropicali e subtropicali o l'habitat montano umido tropicale.